# Jan Buzek (1832–1890)
Jan Buzek (ur. 1832 w Żukowie, zm. 25 stycznia 1890 w Gnojniku) – polski nauczyciel, młynarz i działacz społeczny.
Ukończywszy niższe gimnazjum i Zakład Nauczycielski w Cieszynie, pracował przez osiem lat w Żukowie jako nauczyciel. Później został młynarzem w młynie zwanym "Kukuczowice". Był wójtem (przełożonym gminy) oraz prezbiterem miejscowego zboru ewangelickiego. Działał w Towarzystwie Rolniczym.
W testamencie zapisał legaty na kościół, szkołę ewangelicką, cmentarz, fundusz dla ubogich oraz Towarzystwo Gustawa Adolfa.